# Zoe Reynolds
Zoe Reynolds es un personaje de ficción que lucha contra el terrorismo en el MI5, en la serie británica Spooks. Reynolds fue interpretada por la actriz inglesa Keeley Hawes, desde el inicio de la serie el 13 de mayo de 2002 hasta la tercera temporada en el 15 de noviembre de 2004.

## MI5
Antes de comenzar a trabajar en la sección Zoe estudiaba un grado en la Universidad de Oxford, lo cual es revelado en el tercer episodio de la segunda temporada por Danny cuando se están preparando para salir en una misión.
Trabajar para el MI5 siempre fue el objetivo y el sueño de Zoe. Sin embargo a lo largo de su carrera su: confianza, moral y amor a su trabajo han sufrido altibajos. Reynolds ve cómo el MI5 la va alejando de sus amigos y colegas, y comienza a darse cuenta de que trabajar en el MI5 y ser espía conlleva grandes desventajas.
Zoe es brillante en su trabajo, es una agente comprometida a servir y defender a su país, tiene unos excelentes instintos y puede manejar cualquier tarea que Tom Quinn le pueda encomendar, haciéndola un miembro importante y efectivo del equipo.
Es poseedora de un enorme encanto, astucia y un sentido agudo lo que la hace una verdadera experta en las operaciones encubiertas. También uno de sus principales talentos es la linüística destacándose en el traslado del lenguaje Serbio, en el primer episodio de la segunda temporada; es muy buena en el análisis de datos y en obtener respuestas.

Zoe es compañera de casa con Danny Hunter, luego de que su antigua compañera Helen Flynn fuera torturada y asesinada.

## Primera&Segunda Temporadas
Zoe comienza como un júnior case officer en la Sección D, poco después de unirse al equipo en septiembre de 1997. Zoe junto con Tom Quinn y Danny Hunter forman parte de los personajes originales de la serie. En varias operaciones ha tenido que ir de encubierta personificando a diversas muejes, sin embargo en una de esas comete un error lo cual la obliga a irse del servicio.
Zoe mantiene una estrecha relación con su compañero el agente Tom Quinn; y con Harry Pearce (su jefe, al cual respeta mucho), también crea una amistad con la analista de inteligencia Ruth Evershed y Danny Hunter con el que se muda al final de la segunda temporada.
Zoe recibe un gran golpe luego de enterarse de que Tessa Phillips es una agente corrupta, ya que la admiraba mucho. Esto se hizo aún peor luego de que le pidieran a Zoe que los ayudara a atrapar, ya que tenía una relación cercana con Tessa.
Otro momento similar pasa Zoe cuando su compañero Tom Quinn con el cual está muy unida, es acusado de traición, lo cual la deja visiblemente afectada. Al principio cree que Tom es culpable; sin embargo su confianza en él se demuestra cuando junto con el resto del equipo trabajan para aclarar las cosas, logrando limpiar su nombre y demostrar su inocencia; aunque Tom deja al MI5 en el siguiente episodio.

## Tercera temporada
Durante la tercera temporada Zoe se compromete con su novio Will Turner, un fotógrafo.
El agente transferido del MI6 Adam Carter llega para ocupar el lugar de Tom, sin embargo, Zoe no lo toma a bien y su primera reacción es la de desagrado, ya que considera que la persona que tome el lugar de Tom pasará un duro momento, y deberá ganarse su respeto, lo que eventualmente sucede.
En el 6.º episodio, Zoe comete un error de juicio durante una operación encubierta y se tiene que enfrentarse a un tribunal, Zoe es declarada culpable y junto con el equipo toman la decisión de ocultarla en Chile junto con su prometido, para evitar su encarcelamiento.